# プレストウィック
プレストウィック（英: Prestwick）は、スコットランド南西部、サウス・エアシャーに属する町。2001年国勢調査時の人口は1万4934人であった。
グラスゴー・プレストウィック空港があり、欧州の各空港との間で多くの旅客機・貨物便を取り扱う。プレストウィック・ゴルフ・クラブでは1860年から1872年まで全英オープンが開かれた。

## 地理
スコットランド南西部、グラスゴーの南西48kmに位置する。南でエアというここよりは大きな町に接し、北ではモンクトンという小さな村と隣り合う。
市街は鉄道の線路に沿った大通りによって2つの地区に分けられているが、住民のほとんどは通りの東側に住んでいる。東側はショウファーム、マーチバーン、グレンバーン、パウミル、キングケース、ムアフィールドなどの地区から成り、議会も東側に置かれている。

## 歴史

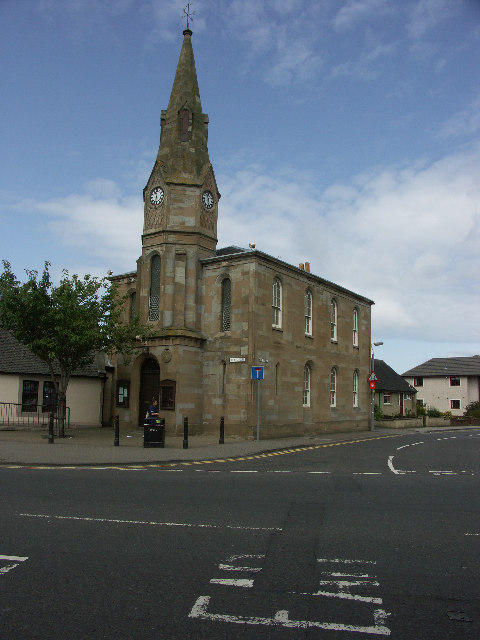
プレストウィック自由民会館

プレストウィック（Prestwick）という地名は古英語から来ており、prestは「司祭」、wickは「農場」という意味を持つ。元々は辺ぴな聖職者の農場だったのである。
ロバート1世からジェームズ1世までの歴代の王は、プレストウィックかトルーン辺りの海岸を行脚した。ロバート1世がその水でハンセン病を癒したことで知られる聖ニニアン教会の井戸は、現在も存在する。
1000年以上も自治都市であったが、1840年代に鉄道が開通し、グラスゴーの中流階級が沿岸に別荘を建てるまでは寒村に過ぎなかった。

## 交通
グラスゴー・プレストウィック国際空港（旧称：プレストウィック国際空港）は1930年代から第二次世界大戦期まで重要な玄関口であった。1930年代中ごろにはプレストウィック空港を拠点とするフライトスクール運営会社"スコティッシュ・アビエーション"が設立され、後に航空機メーカーとなった。アメリカ空軍が同空港に基地を置き、1960年代には搭乗機の燃料補給が滞ったエルヴィス・プレスリーが足止めを食らっている。80年代から90年代にかけて、「スコットランドの主要空港」としての地位が低下したことで利用者数も急減したが、米軍機は現在でも多い。2005年7月にグレンイーグルズで開かれた主要国首脳会議（サミット）では各国首脳が利用した。現在、同空港にはライアンエアーやウィズエアーなどの格安航空会社が乗り入れており、滑走路の近くにはBAEシステムズ、グッドリッチ、スピリット・エアロシステムズ、GE・アビエーションなどの航空企業が関連施設を構えている。ライアンエアーもメンテナンス施設を置いている。イギリス海軍もHMSギャネット艦隊航空隊基地を置き、レスキューヘリなどを配備している。
鉄道ではグラスゴー・セントラル駅とエア駅とを結ぶエアーシャー・コースト線が通っており、プレストウィック・タウン駅とプレストウィック空港駅に30分おきに電車がくる。グラスゴーまではおよそ50分。南の終着点はウィグタウンシャー海岸のストランラー港だが、エアで乗り換えなければならない。
A79号線が通り、グラスゴーとストランラーをむすぶA77号線とラーグスとグリーノックのエアーシャー海岸を走るA78号線と合流する。

## 名所

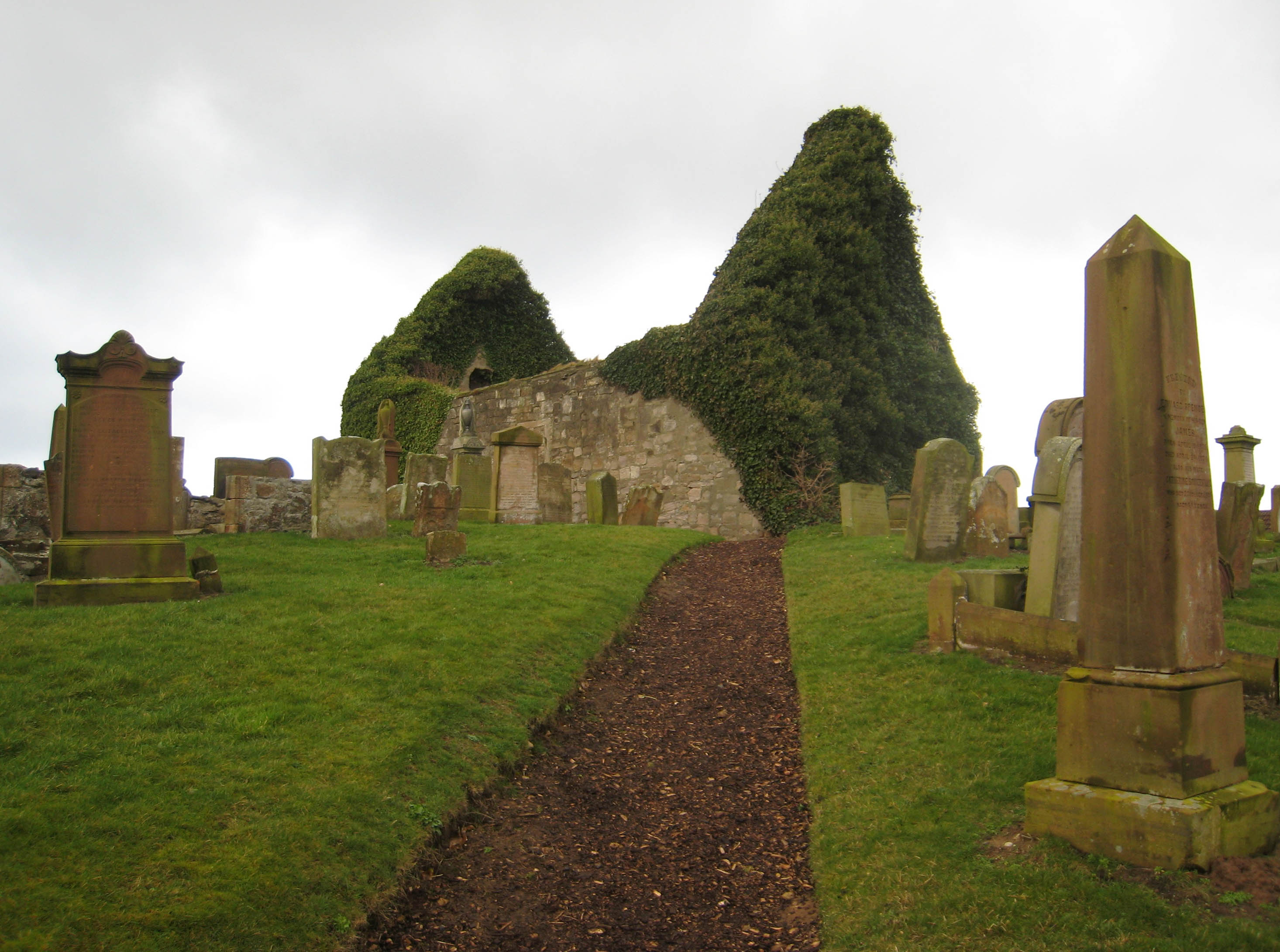
廃墟となった聖ニコラオス教会

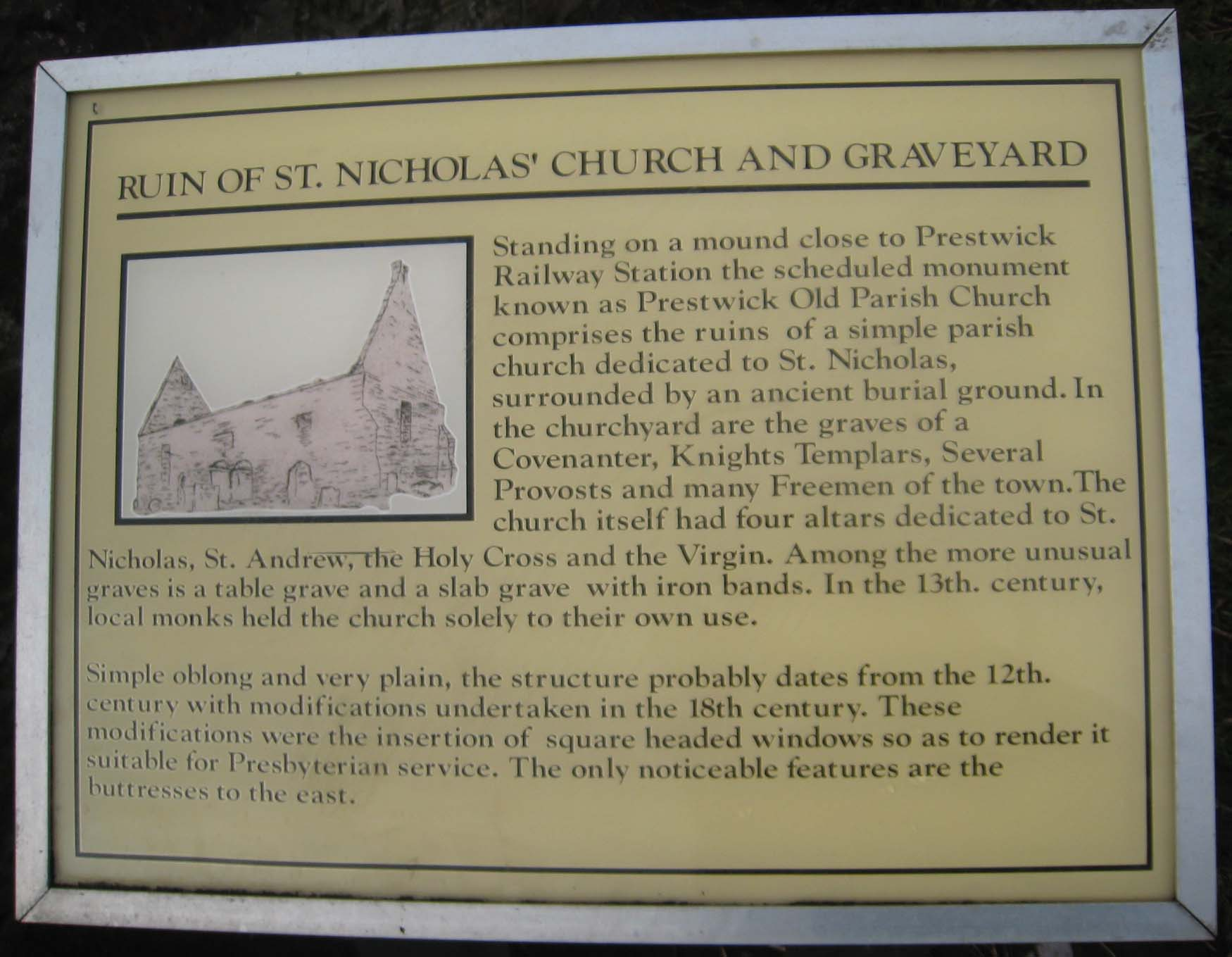
聖ニコラオス教会の案内板

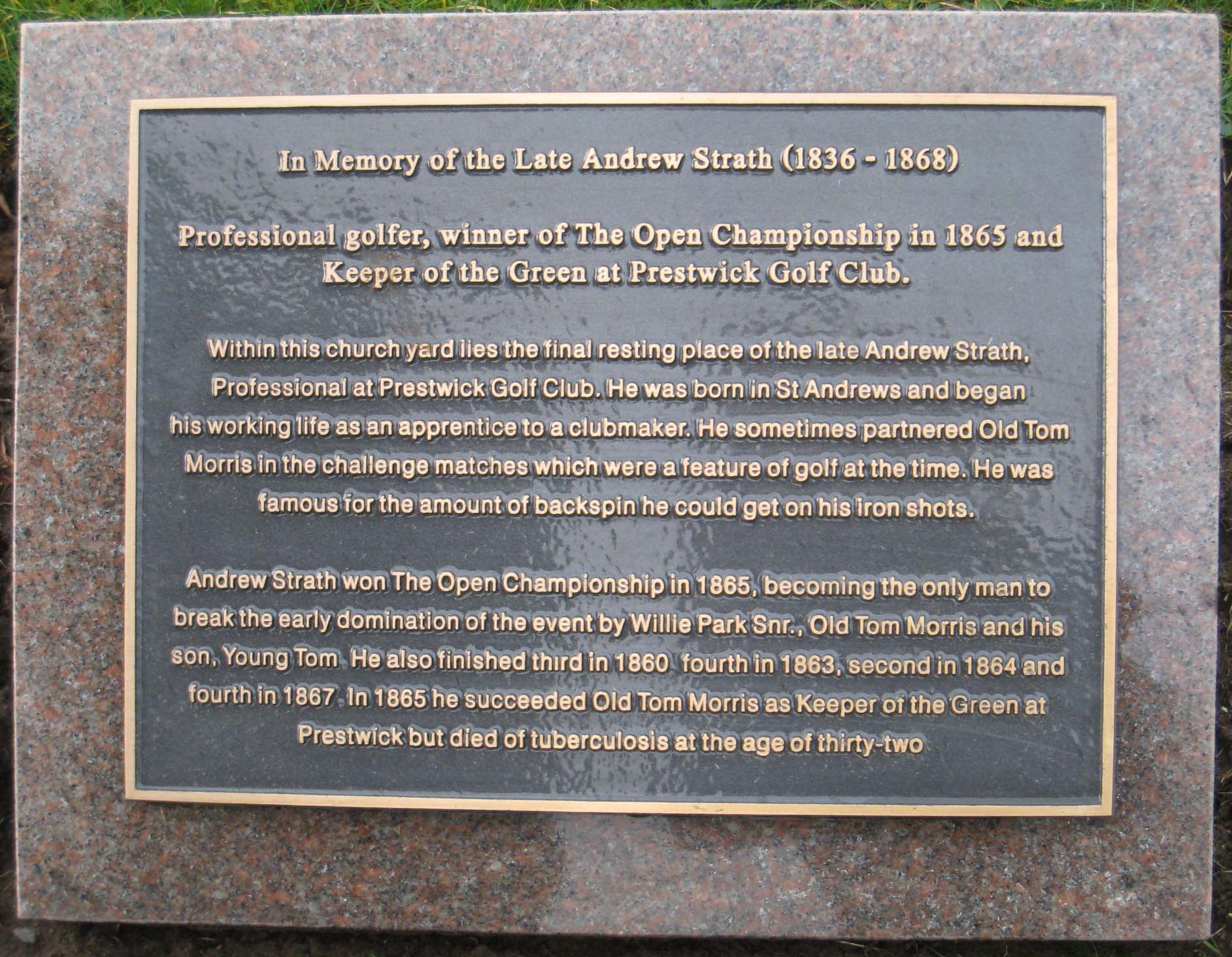
墓地にあるアンドリュー・ストラスの案内板

駅の近くに、墓地に囲まれた小さな教会の廃墟がある。1860年代にプレストウィック・ゴルフ・クラブで「グリーンキーパー」の異名をとったアンドリュー・ストラスはこの墓地に埋葬された。
クライド湾を構成するプレストウィック湾沿いには1.6kmにわたって遊歩道が整備されており、子どもの遊び場も2箇所ある。
プレストウィック・ゴルフ・クラブでは第一回大会の1860年大会から1872年大会まで、12回にわたり全英オープンが開かれた（1871年は開かれなかった）。町にはこのほかにもセント・ニコラスとセント・カスバーツの2箇所のゴルフ場があるが、このうち南部にあるセント・ニコラオスは伝統あるリンクスである。

## 教育
プレストウィックには小学校が3校と中等学校が1校の計4校がある。
- プレストウィック・アカデミー
- グレンバーン小学校
- キングケース小学校
- 聖ニニアン小学校 - ローマ・カトリックの宗教学校
- ヒースフィールド小学校 - エアとの境に位置するが、正式にはエアに属している

プレストウィック・アカデミーは町内の3校と郊外のモンクトンやシミントンの小学校を束ねる中等学校である。聖ニニアン小学校の児童はクイーン・マーガレット・アカデミーかプレストウィック・アカデミーに進学する。

## 姉妹都市
- リヒテンフェルス（ドイツ、バイエルン州）
- バンダリア（アメリカ合衆国、オハイオ州）
- アリッチャ（イタリア）